# Commandant
Een commandant is een bevelvoerende over een eenheid. In meerdere soorten militaire, brandweer- en andere diensten komt de rang van commandant terug.

## België

### Belgische Defensie
- detachementscommandant: bevel over verscheidene eenheden (al dan niet multinationaal).
- brigadecommandant: bevel over verscheidene eenheden (korpsen).
  - korpscommandant: bevel over één eenheid.
    - regimentscommandant: bevel over bataljons, compagnies/eskadrons/batterijen, groepen,... .
    - bataljonscommandant: bevel over 3 tot 4 compagnies/eskadrons/batterijen.
      - compagniescommandant: bevel over 3 tot 5 pelotons en troepen.
      - eskadronscommandant: bevel over 3 tot 5 pelotons en zijn tanks of pantservoertuigen.
      - batterijscommandant: bevel over 3 tot 5 vuurpelotons en artilleriestukken.
        - pelotonscommandant: bevel over 2 tot 4 secties.
          - boordcommandant: bevel over een boot of helikopter en haar bemanning.
          - colonnecommandant: bevel over een logistieke colonne (vrachtwagens en chauffeurs).
          - stukscommandant: bevel over een artilleriestuk en een stuksploeg.
          - tankcommandant: bevel over een tank en haar bemanning.
          - voertuigcommandant: bevel over een pantservoertuig en haar bemanning.

### Belgische Hulpverlening
(Brandweer en Civiele Bescherming)

## Nederland
In Nederland vallen onder meer de volgende functies onder de rang van commandant:
- Commandant der Strijdkrachten
- Commandant Zeestrijdkrachten
- Commandant der Zeemacht in Nederland
- Commandant Landstrijdkrachten
- Nederlandse marine in het Caribisch gebied oftewel het Commandement der Zeemacht in het Caribisch Gebied
- Commandant van het Korps Mariniers
- Commandant Luchtstrijdkrachten
- Commandant van het Koninklijk Tehuis voor Oud-Militairen Bronbeek